# Lenzhof
Lenzhof je naselje občine Cirkno v okraju Šmohor na Koroškem v Avstriji.